# Lasioglossum academicum
Lasioglossum academicum är en biart som först beskrevs av Grace Adelbert Sandhouse 1924.  Lasioglossum academicum ingår i släktet smalbin, och familjen vägbin. Inga underarter finns listade i Catalogue of Life.